# پروژه اف/ای ایکس‌ایکس
پروژهٔ اف/ای ایکس‌ایکس (به انگلیسی: F/A-XX) نام یک پروژهٔ آمریکایی از شرکت بوئینگ برای ساختن جنگنده نسل ششم برتری هوایی برای نیروی دریایی ایالات متحده آمریکا است تا بدین وسیله سوپر هورنت و گرولر را بازنشسته کند. این جنگنده تا قبل از ۲۰۳۰ به ناوگان نیروی دریایی آمریکا خواهد پیوست. نیاز به یک محصول نوین برای نخستین بار در سال ۲۰۰۸ در نیروی دریایی مطرح شد.

## نیازها
هواپیمای جدید می‌بایست تمامی نیازها ازجمله نبرد هوایی، پشتیبانی نیروهای زمینی، جنگ الکترونیک، حمله به ادوات زمینی، سوخت‌گیری هوایی، عملیات شناسایی هوایی، پادکار الکترونیکی، رادارگریزی و نقطه‌گذاری اهداف را داشته باشد. این هواپیما که بدون دُم عمودی طراحی خواهد شد از فناوری‌های ویژه‌ای برای پایدار کردن پرواز بهره می‌برد و در سه نوع بدون سرنشین، باسرنشین و گزینشی (آپشنال) ارائه خواهد شد. تا سال ۲۰۳۰ میلادی، هواپیمای اف-35-C تمامی جنگنده‌های هورنت را بازنشسته خواهد کرد و انتظار می‌رود جنگنده‌ای که حاصل پروژهٔ اف/ای ایکس‌ایکس است نیز بتواند سوپر هورنت‌ها را بازنشسته کند. ویژگی‌های زیادی برای این جنگنده درنظر گرفته شده‌است که شامل سنسورهای بسیار زیاد، ارتباط پیشرفتهٔ الکترونیکی با ماهواره‌ها و افزایش گنجایش مهمات می‌باشند.
بدون شک این جنگنده با توانایی پرواز ابرپیمایشی ارائه خواهد شد و موتور جدیدی با فناوری «چرخهٔ سازگار» ساخته شده که یک فناوری و ویژگی نوین است. این فناوری باعث می‌شود که نرخ بای‌پس و کمپرس هوای ورودی به موتور قابل تنظیم باشند تا میزان بهینگی موتور افزایش پیدا کند که برای یک هواگرد ناوپایه اهمیت زیادی دارد. در این جنگنده علاوه بر سامانه‌های جَمینگ و جَنگال، از جنگ‌افزار ویژهٔ جنگ مجازی نیز استفاده خواهد شد که برای نخستین بار است که در یک جنگنده به‌کار خواهند رفت و حتی پیشنهاد شده که یک سامانهٔ جنگ‌افزار انرژی هدایت‌شده نیز بر روی جنگنده نصب شود.